# Красиловка (приток Трубежа)
Красиловка (укр. Красилівка) — правый приток реки Трубеж, протекающий по Броварскому и Бориспольскому районам (Киевская область).

## География
Длина — 18 км. Площадь бассейна — 168 км². Русло реки (отметки уреза воды) в нижнем течении (село Григоровка) находится на высоте 101,9 м над уровнем моря.
Русло на протяжении почти всей длины выпрямлено в канал (канализировано), в верхнем течении шириной 10 м и глубиной 1,5-2 м.
Река берёт начало в селе Квитневое. Река течёт на юго-восток. Впадает в реку Трубеж (на 66-м км от её устья) западнее села Остролучье.
Пойма занята заболоченными участками с луговой растительностью, частично лесными насаждениями.

## Населённые пункты
Населённые пункты на реке (от истока к устью):
1. Квитневое
2. Красиловка
3. Переможец
4. Займище
5. Перегуды
6. Сеньковка
7. Великая Старица
8. Григоровка
9. Малая Старица